# Crataegus reverchonii
Crataegus reverchonii — вид квіткових рослин із родини трояндових (Rosaceae).

## Біоморфологічна характеристика
Це кущ 10–30(80) дм заввишки. Молоді гілочки голі, 1-річні темно-сірі; колючки на гілочках злегка зігнуті, 2-річні чорнуваті, зазвичай міцні, 3–6 см. Листки: ніжки листків 2–5 мм, 7–11%% від довжини пластини, голі, не залозисті; пластини 2–6 см, основа широко клиноподібна, часток 0, краї зубчасті в дистальній 1/2, верхівка від майже гострої до майже тупої, рідко волохаті молодими, потім ± голі. Суцвіття 8–15-квіткові. Квітки 8–12 мм у діаметрі; чашолистки 4 мм; тичинок 10–15(20); пиляки кремові, трояндові або червоні. Яблука від червоного до оранжево-червоного забарвлення, майже кулясті, 10 мм у діаметрі, голі. Період цвітіння: квітень; період плодоношення: вересень і жовтень.

## Ареал
Ендемік пд.-сх. й пд.-цн. США (Алабама, Арканзас, Делавер, Джорджія, Канзас, Луїзіана, Міссісіпі, Міссурі, Оклахома, Техас).
Населяє чагарники, месичні ділянки на луках, біля струмків; на висотах 10–200 метрів.

## Використання
Плоди вживають сирими чи приготованими чи сушать. М'якуш товстий, солодкий, соковитий.
Хоча конкретних згадок про цей вид не було помічено, плоди та квіти багатьох видів глоду добре відомі в трав'яній народній медицині як тонізувальний засіб для серця, і сучасні дослідження підтвердили це використання. Зазвичай його використовують у вигляді чаю чи настоянки.
Деревина роду Crataegus, як правило, має хорошу якість, хоча вона часто занадто мала, щоб мати велику цінність.